# Bartsittich
Der Bartsittich (Psittacula alexandri), auch Rosenbrustbartsittich genannt, ist eine in Südostasien vorkommende Papageienart aus der Gattung der Edelsittiche (Psittacula).
Es sind mehrere Unterarten beschrieben. Diese können in zwei Gruppen eingeteilt werden, die sich anhand der Schnabelfarbe unterscheiden, sich jeweils geografisch gruppieren und offensichtlich zwei verschiedenen Verwandtschaftslinien entsprechen. Das natürliche Vorkommen der Bartsittiche erstreckt sich von den tieferen Himalaya-Ausläufern des nördlichen Indiens bis zu den tropischen Inseln Sundalands. In Singapur, Hongkong und Tokio zählen sie zu den Neozoen.

## Merkmale
Der Bartsittich erreicht eine Körperlänge von 33 bis 38 cm und ein Gewicht 133 bis 168 g. Der Schnabel ist rot, mit gelber Spitze. Bei der Nominatform Psittacula alexandri alexandri ist der Kopf hell blaugrau mit einer dünnen schwarzen Linie, die vom Schnabel bis zum Auge verläuft. Das Kinn und der untere Wangenbereich sind schwarz. Die Unterseite ist von der Kehle bis zur Mitte des Bauches rosa, dann hellgrün. Die Halsseiten, der Nacken und die Oberseite sind grün, mit gelblichen Flecken auf den mittleren Flügeldecken. Beim Weibchen ist die Unterseite stumpfrosa. Die immaturen Vögel haben einen grünen Kopf und grüne Unterseiten. Bei der Unterart P. a. kangeanensis ist der Kopf weniger blau und sie hat gelblichere Flügeldecken. Die Unterart Psitticula a. dammermani ist größer. Die Unterart P. a. fasciata hat ein bläuliches Kopfschimmern sowie eine dunklere rosa Brust mit hellblauem Schimmer. Der Unterschnabel ist schwärzlich. Die Unterart P. a. abbotti ähnelt P. a. fasciata, ist aber größer und heller. Die Unterart P. a. cala ähnelt P. a. abbotti, zeigt aber eine weniger blaue Tönung in der rosafarbenen Grundfärbung. Die Unterart P. a. major ähnelt P. a. cala, ist aber größer. Die Unterart P. a. perionca ähnelt P. a. major, ist aber etwas kleiner und durch einen helleren Bauch und Bürzel charakterisiert.

## Lebensraum
Bartsittiche besiedeln verschiedene Waldlebensräume, sind aber auch in Parks und urbanen Gebieten anzutreffen. Sie sind auch als Agrarschädlinge gefürchtet, die in Reisplantagen einfallen.

## Systematik und Vorkommen

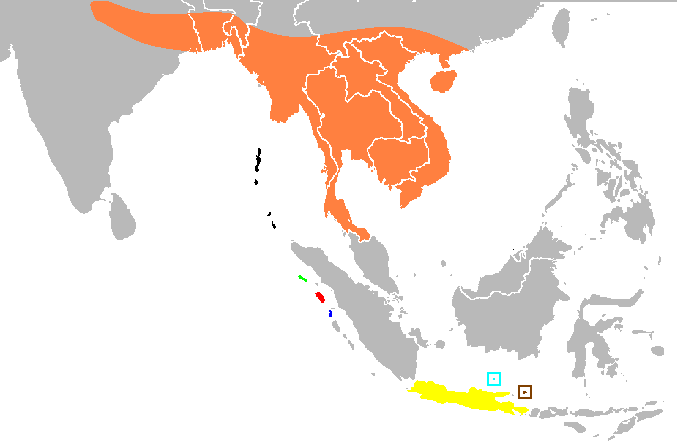
Verbreitungsgebiete der Unterarten

Die Unterarten werden in zwei Gruppen eingeteilt:
Unterarten-Gruppe mit Männchen mit rotem Oberschnabel, Weibchen mit komplett schwarzem Schnabel
- Der Conchinchina-Rosenbartsittich (Psittacula alexandri fasciata) kommt auf dem Festland und den vorgelagerten Inseln vor. Sein Verbreitungsgebiet erstreckt sich vom Süden des Himalayas über Indien und Myanmar nach Thailand, Laos, Kambodscha, Vietnam und den Süden Chinas.
- Der Nias-Bartsittich (Psittacula alexandri perionica) kommt nur auf der Insel Nias vor. Er ist mit 37 cm größer als die Nominatform.
- Der Babi-Bartsittich (Psittacula alexandri major) ist die größte und kräftigste Unterart dieser Gruppe. Er kommt nur auf Tuangku, der Hauptinsel der Banyak-Inseln, vor Sumatra vor.
- Der Simeulue-Bartsittich (Psittacula alexandri cala) ähnelt P. a. fasciata ist aber etwas größer. Er kommt auf der Insel Simeuluë vor.
- Der Andamanen-Bartsittich (Psittacula alexandri abotti) kommt auf der Inselgruppe der Andamanen vor. Er hat eine Länge von 36 cm.

Unterarten-Gruppe bei der beide Geschlechter einen roten Schnabel aufweisen
- Der Rosenbrustbartsittich (Psittacula alexandri alexandri) ist die Nominatform. Er kommt in Indonesien auf den Inseln Java, Bali sowie einigen vorgelagerten Inseln vor. Er hat eine Länge von 33 cm.
- Dammermans Rosenbrustbartsittich (Psittacula alexandri dammermani) unterscheidet sich in der Größe von der Nominatform. Er misst 36 cm und kommt auf den Karimunjawa-Inseln vor.
- Der Kangean-Rosenbrustbartsittich (Psittacula alexandri kangeanensis) kommt auf den Kangeaninseln in der Balisee vor. Er hat einen völlig grauen Kopf und misst 35 cm.

## Haltung
In Europa werden meist Conchinchina-Rosenbartsittiche gehalten, da diese kältetoleranter sind. Es wird eine paarweise Haltung in einer mindestens 3 Meter langen Voliere empfohlen. Die Tiere sind sehr flugfreudig und haben ein ausgeprägtes Nagebedürfnis, deshalb sollte die Voliere aus Metall sein. Es sollten immer Äste zum Nagen vorhanden sein. Im Winter kann man die Tiere an wärmeren Tagen auch in der Außenvoliere halten, sie sollten aber nie die Nacht im Freien verbringen. Die Zucht gelingt gelegentlich, man sollte dafür einen hochformatigen Nistkasten anbieten.